# Pikit
Pikit, es un municipio filipino de primera categoría, situado al sur de la isla de Mindanao. Forma parte de la provincia de Cotabato del Norte situada en la Región Administrativa de Soccsksargen también denominada Región XII. 
Para las elecciones está encuadrado en el Primer Distrito Electoral de esta provincia.

## Barrios
El municipio de Pikit se divide, a los efectos administrativos, en 42 barangayes o barrios, conforme a la siguiente relación:
| - Bagoaingud (Bagoinged) - Balabak - Balatican - Balong - Balungis - Barungis - Batulawan | - Bualan - Buliok - Bulod - Bulol - Calawag - Dalingaoen (Lalingaon) - Damalasak | - Fort Pikit - Gli-gli - Gokoton (Gokotan) - Inug-ug - Kabasalán - Kalacacán - Katilacán | - Kolambog - Ladtingán - Lagunde - Langayen - Macabual - Macasendeg - Manaulanán | - Nabundas - Nalapaán - Nunguán - Paidu Pulangi - Panicupan - Población - Punol | - Rajah Muda - Silik - Takepan - Talitay - Tinutulan - Pamalian - Ginatilan |  |

## Historia

### Influencia española
Este territorio fue parte del Imperio español en Asia y Oceanía (1520-1898).
Hacia 1696 el capitán Rodríguez de Figueroa obtiene del gobierno español el derecho exclusivo de colonizar Mindanao.
El 1 de febrero de este año parte de Iloilo alcanzando la desembocadura del Río Grande de Mindanao, en lo que hoy se conoce como la ciudad de Cotabato.

Con el propósito de frenar las correrías de los piratas moros los "conquistadores" españoles partiendo de la base de Cotabato y navegando por el Río Grande y llegaron hasta Pikit. Hoy en día se conservanrsetos de esta fortaleza de Pikit.

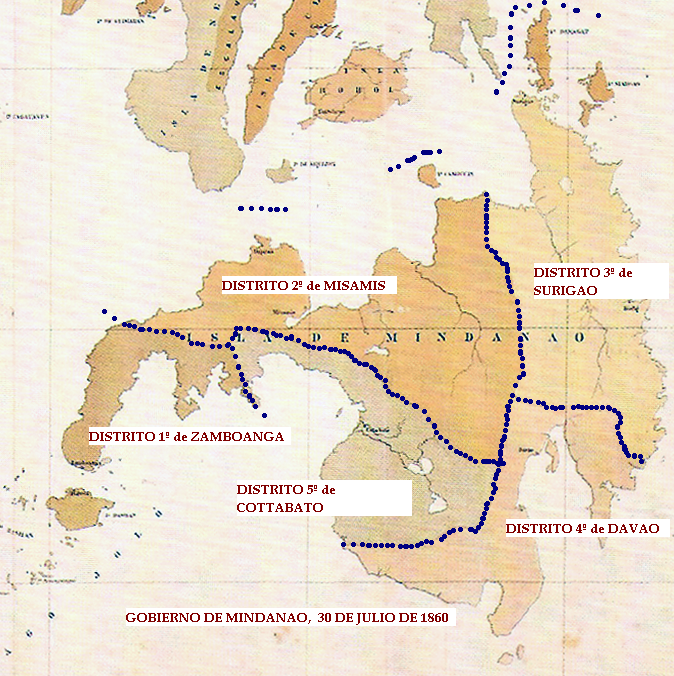
Gobierno de Mindanao: Los 5 Distritos creados por Real Decreto de 30 de julio de 1860.

El Distrito  5º de Cottabato, cuya capital era el pueblo de  Cotabato  comprendía la comandancia de Polloc.

### Ocupación estadounidense
Durante la Ocupación estadounidense de Filipinas fue creada la provincia del Moro (1903-1914) que ocupaba los actuales territorios de Zamboanga, Lanao, Cotabato, Dávao y Joló.

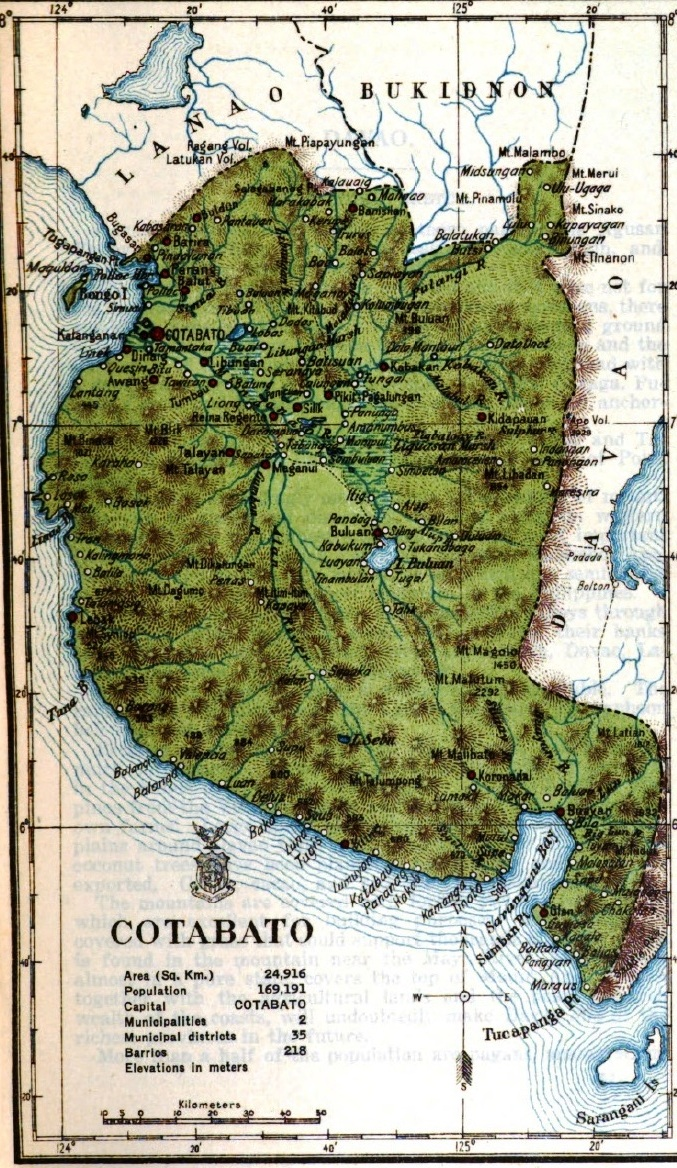
La provincia de Cotabato antes de su partición.

En la Guerra Filipino-Americana los moros del Datu  Ali Alamada resisten en Midsayap teniendo que acudir el general Leonard Wood  para dirigir personalmente el asalto. Tras la caída de la fortaleza se desarrolla una guerra de guerrillas.
El 17 de junio de  1913, a instancias de Sergio Osmeña,  llegan a Pikit  pobladores cristianos  en su mayoría procedentes de la provincia de Cebú.

## Patrimonio
Fuerte de Pikit (Fort Pikit),  restos de una antigua fortaleza española en Mindanao, construida en 1893 de fábrica de piedra.
Fue utilizado por el gobierno colonial de Estados Unidos en 1902 y entre los años  1912 y 1945.
El 14 de abril de  2012 fue declarado  Monumento Histórico Nacional  por la Comisión Nacional Histórico Filipina ( National Historical Commission of the Philippines (NHCP) ).

"...A la orilla derecha del río  y a 34 millas de Reina Regente, se encuentra este fuerte, al que pocas veces pueden llegar los cañoneros. El recinto es amurallado, con 38 metros de lado, construido de manpostería y flanquedao por torretas de planta baja en dos diagonales y dos baterías en las otras dos..."
José Nieto Aguilar.